# Gary Lewis
Gary Lewis (Glasgow, 30 november 1957), geboren als Gary Stevenson, is een Schots acteur.

## Biografie
Lewis werd geboren in de ruige wijk Easterhouse van Glasgow, door druk van zijn ouders volgde hij wel zijn opleiding. Na diverse banen gehad te hebben, werd hij door zijn broer, leraar Engels op een middelbare school, ertoe aangemoedigd acteur te worden. Na het acteren in amateurtheaters werd hij op tweeëndertigjarige leeftijd beroepsacteur. 
Lewis begon in 1993 met acteren in de televisieserie Screen One, waarna hij nog meer dan 120 rollen speelde in televisieseries en films. In 2001 werd hij genomineerd voor een Screen Actors Guild Award en BAFTA Award voor zijn acteren in de film Billy Elliot. In 2010 werd Lewis ook genomineerd voor een BAFTA Award voor zijn acteren in de film Mo.

## Filmografie

### Films
Selectie:
- 2023 The Marvels - als Emperor Dro'ge
- 2010 Neds - als mr. Russell
- 2008 Dorothy Mills - als pastoor Ross
- 2006 Eragon - als Hrothgar
- 2005 Goal! - als Mal Braithwaite
- 2005 Joyeux Noël - als le pasteur Palmer
- 2005 Supervolcano - als Jock Galvin
- 2004 Yasmin - als rechercheur
- 2004 The Rocket Post - als Jimmy Roach
- 2004 Ae Fond Kiss... - als Danny
- 2002 Gangs of New York - als McGloin
- 2000 Billy Elliot - als Jackie Elliot
- 1999 East Is East - als Mark
- 1998 My Name Is Joe - als Shanks
- 1996 Carla's Song - als Sammy
- 1994 Shallow Grave - als bezoeker

### Televisieseries
Uitgezonderd eenmalige gastrollen.
- 2024 Franklin - als Oswald - 2 afl.
- 2021 Vigil - als Colin Robertson - 11 afl.
- 2022 Granite Harbour - als Shay Coburn - 3 afl.
- 2022 The Bay - als Vinnie Morrison - 6 afl.
- 2018-2020 Rig 45 - als Douglas - 12 afl.
- 2019-2020 His Dark Materials - als Thorold - 4 afl.
- 2018 Frontier - als Edward Emberly - 3 afl.
- 2016: The Level - als Gil Devlin - 6 afl.
- 2016 One of Us - als Alastair - 4 afl.
- 2014-2016: Outlander - als Colum MacKenzie - 7 afl.
- 2015: Stonemouth - als Mike MacAvett - 2 afl.
- 2014: Silent Witness - als DS MacNeil - 2 afl.
- 2011-2012: Merlin - als Alator - 2 afl.
- 2011: Young James Herriot - als professor Quintin Gunnell - 3 afl.
- 2008: Silent Witness - als Edwin Stickley - 2 afl.
- 2006: Prime Suspect: The Final Act - als Tony Sturdy - 2 afl.

- Bibsys: 1060649
- Bibliothèque nationale de France: cb140466568 (data)
- Gemeinsame Normdatei: 130084891
- International Standard Name Identifier: 0000 0000 7841 3666
- Library of Congress Control Number: no2004094200
- MusicBrainz: deb05e30-406d-48c0-abfb-874a9f9df43c
- Nationale Bibliotheek van Tsjechië: xx0176738
- Nationale Bibliotheek van Israël: 987007447081505171
- SNAC: w6448www
- Système universitaire de documentation: 068727399
- Virtual International Authority File: 95337267
- WorldCat: E39PBJmXHYcv4mP8wjBfxKYgKd